# Đinh Công Tráng
Đinh Công Tráng (en mandarin : 丁公壯; 1842 - 1887) était militant indépendantiste vietnamien, leader du soulèvement de Ba Đình pendant le mouvement d'insurrection Cần Vương (en mandarin : 勤王, "Pour le Roi"), qui visait à repousser l'invasion française et à installer l'enfant-empereur Hàm Nghi au pouvoir.

## Biographie

### Origines
Đinh Công Tráng est né en 1842 dans le village de Trinh Xá (qui porte aujourd'hui le nom de Thanh Tân), dans le district de Thanh Liêm, dans la province de Hà Nam, au Sud de Hanoi.
Lorsque la France envahit le Tonkin en 1881, Đinh Công Tráng rejoint l'armée du général Hoàng Kế Viêm (1820-1909) pour se battre contre les Français et participe à la bataille de Cầu Giấy le 19 mai 1883.
En juillet 1885, quand la cité impériale de Hué tombe aux mains des Français, le régent Tôn Thất Thuyết escorte l'empereur Hàm Nghi en sécurité dans la ville fortifée de Thành Tân Sở, dans la province de Quảng Trị, tandis que le mouvement d'insurrection Cần Vương appelle à la résistance générale, appel suivi par Đinh Công Tráng.

### Soulèvement de Ba Đình
En février 1886, Đinh Công Tráng, accompagné d'autres insurgés, décide de fortifier le village de Ba Đình (lit. "Les Trois Sommets", situé dans le district de Nga Sơn, dans la province de Thanh Hóa), ainsi nommé car il est constitué de trois hameaux installés en hauteur et de chacun desquels on peut voir les deux autres à distance. C'est par ailleurs une excellente base pour contrôler et organiser des embuscades sur les voies de circulation et d'approvisionnement de la région, située sur la route Nord-Sud du pays. Parmi les milliers d'insurgés qui rejoignent Đinh Công Tráng à Ba Đình, certains comme Phạm Bành (1827-1887) se sont déjà illustrés sur le champ de bataille au sein du mouvement Cần Vương.
Le 18 décembre 1886, les troupes françaises, équipées de canons de 80 mm, lancent l'assaut sur Đinh Công Tráng de deux côtés : par le Sud Ouest, menées par le lieutenant-colonel Metzinzer, et par le Nord-Est, menées par le lieutenant-colonel Dodds. Mais l'assaut est repoussé par les insurgés, et l'armée française décide de faire le siège du fort. Le 6 janvier 1887, le lieutenant-colonel Dodds tente un nouvel assaut qui est également repoussé. Des renforts français sont alors amenés à Ba Đình : les troupes françaises en présence passent à 3530 soldats (1580 soldats français et 1950 soldats indigènes), que viennent rejoindre près de 5000 miliciens et paroissiens catholiques. Le nombre de canons passe à 36, y compris 4 canons de 95 mm et 10 canons de 81 mm. Le colonel Brissaud prend alors le commandement des opérations, pilonnant le fort avec un feu d'artillerie intensif.
Dans la nuit du 20 au 21 janvier 1888, Đinh Công Tráng et les insurgés font une percée et battent en retraite à la base de Mã Cao. Le 21 janvier, les troupes de Brissaud prennent le fort de Ba Đình puis partent à la poursuite des insurgés jusqu'à la base de Mã Cao. Là, obligés de battre en retraite face à la puissance de feu supérieure des troupes françaises, les insurgés se divisent le 2 février 1888, une partie part en direction de Thanh Hóa pour rejoindre l'armée de Cầm Bá Thước, tandis que d'autres suivent Đinh Công Tráng pour continuer la lutte à Nghệ An. 
Des milliers d'insurgés périrent au cours de l'assaut de Ba Đình contre 19 morts et 45 blessés du côté français. La défaite de Ba Đình montra le manque de cohésion au sein du mouvement Cần Vương. Đinh Công Tráng pensait obtenir le soutien d'autres groupes d'insurgés pour prendre les troupes françaises à revers, mais en vain. 
Đinh Công Tráng est tué le 5 octobre 1887 à la bataille de  Tang Yên, dans le district de Đô Lương, dans la province de Nghệ An.

## Hommage posthume
Son nom a été donné en 1945 à l'ancienne rue Berthe de Villers à Hanoi.